# Автошлях E29
Європейський маршрут Е29 — європейський автомобільний маршрут від Кельна, Німеччина до Сарргеміна, Франція, загальною довжиною 323 км.
Він починається в Кельні, Німеччина, проходить через Люксембург, потім знову через Німеччину і закінчується у Сарргеміні, Франція.
Початок маршруту знаходиться в Кельні, де він з'єднується з маршрутами  Е31,  Е35,  Е37 і  Е40. Далі Е29 прямує на південь і перетинає Люксембург, в столиці якого з'єднується з маршрутами Е25, Е44 і Е125. Потім Е29 знову проходить по території Німеччини, через землю Саар, де в місті Саарбрюкен з'єднується з маршрутами Е50 і Е422. Заключна частина маршруту перетинає німецько-французький кордон і закінчується в Сарргеміні, Франція.

## Фотографії

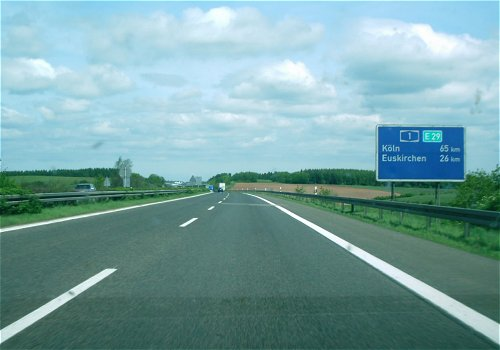
Е29 в Німеччині, між Люксембургом і Кельном
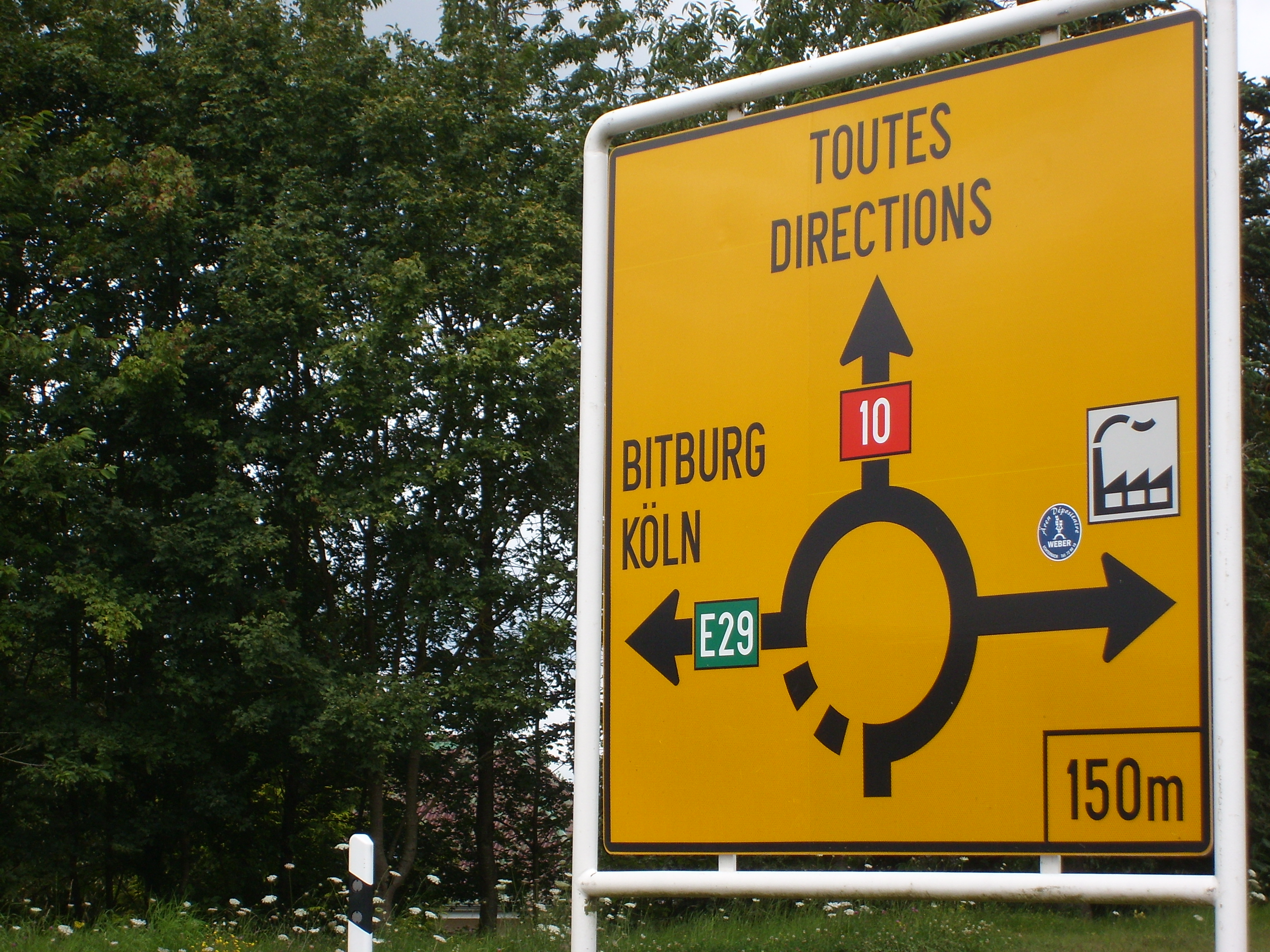
Знак біля Ехтернаха, Люксембург

## Див. Також
- Список європейських автомобільних маршрутів
- Автомагістралі Франції